# Offensive du lac Tchad (2017)
Insurrection de Boko Haram
Batailles
L'offensive du lac Tchad est menée du 24 au 25 juin 2017 pendant l'insurrection de Boko Haram.

## Déroulement
Le 24 juin, l'armée tchadienne attaque les forces de l'État islamique en Afrique de l'Ouest sur cinq îles du lac Tchad situées en territoire nigérian : Malkonory, Toumbo, Rego, Aregué, Métilé, et Toumbo Djéni. Selon le colonel Azem Bermendoa Agouna, porte-parole de l'État-major général des armées tchadiennes, « les forces sataniques de Boko Haram » en sont délogées le 25 juin.

## Les pertes
Selon le colonel Azem, le bilan des combats est de 8 morts et 18 blessés dans les rangs des forces tchadiennes, tandis que les djihadistes ont laissé 162 morts et que six de leurs véhicules ont été détruits. La force Barkhane, déployée par la France au Sahel apporte un soutien sanitaire aux Tchadiens, évacuant et prenant en charge une partie des blessés.